# Lueur dans la forêt
Pour plus de détails, voir Fiche technique et Distribution.
Lueur dans la forêt (The Light in the Forest) est un film américain réalisé par Herschel Daugherty, sorti en 1958.
Produit par Walt Disney Productions, le film est inspiré du livre de Conrad Richter The Light in the Forest, paru en 1953.

## Synopsis
En 1764 aux États-Unis, un traité de paix entre les colons britanniques et les indiens du Delaware comprend une clause de libération des prisonniers respectifs, mais pour le jeune garçon Johnny Butler qui a vécu la majorité de sa vie avec les indiens cela pose problème. Il a développé de forts ressentiments envers les blancs et l'expédition punitive menée par son oncle Wilse Owens n'arrange rien. Il rencontre alors une jeune esclave de son oncle, nommée Shenandoe qui cauchemarde depuis la mort de ses parents tués par des indiens. Sa rencontre et leur amour vont entamer un changement chez Johnny.
Une nuit, un indien de la tribu ayant accueilli Johnny est tué par Wilse alors qu'il venait parler avec le jeune garçon. De retour dans la tribu Johnny fait face à des remarques sur ses nouvelles habitudes, de blanc. De plus ses pairs lui demandent de servir de leurre lors d'une fête des hommes blancs afin de les attaquer. Johnny refuse et décide d'affronter Wilse comme un blanc, avec les poings. Après avoir battu son oncle, Johnny obtient sa reconnaissance comme un blanc ce qui lui permet de se consacrer à son idylle avec Shenandoe. Ils s'installent dans la forêt et vivent alors en communion avec la nature.

## Fiche technique
- Titre : Lueur dans la forêt
- Titre original : The Light in the Forest
- Réalisateur : Herschel Daugherty assisté de Robert G. Shannon
- Scénario : Lawrence Edward Watkin basé sur une œuvre de Conrad Richter
- Directeur de la photographie : Ellsworth Fredericks
- Directeur artistique : Carroll Clark, William H. Tuntke
- Montage : Stanley Johnson
- Décors : Emile Kuri, Fred MacLean
- Costumes : Gertrude Casey, Chuck Keehne
- Maquillage : Pat McNalley
- Coiffure : Ruth Sandifer
- Technicien du son : Robert O. Cook (superviseur), Dean Thomas (enregistreur)
- Effets visuels : Peter Ellenshaw (matte artiste)
- Musique :
  - Composition originale : Paul J. Smith
  - Orchestrations : Franklyn Marks
  - Chansons : Gil George et Paul J. Smith (The Light in the Forest), Paul J. Smith et Lawrence Edward Watkin (I Asked My Love a Favor)
- Conseillers techniques : Iron Eyes Cody, Jack Pennick
- Producteur : Bill Anderson, Walt Disney
- Production : Walt Disney Productions
- Pays de production :  États-Unis
- Langue : Anglais
- Genre : Comédie dramatique
- Durée : 83 minutes
- Dates de sortie :
  - États-Unis et Canada : 8 juillet 1958
  - France : 10 mars 1959
  - Belgique : 19 juillet 1963 sous le titre Rebelle de la Prairie.

Sauf mention contraire, les informations proviennent des sources suivantes : Leonard Maltin, John West et IMDb

## Distribution
- Fess Parker : Del Hardy
- Wendell Corey : Wilse Owens
- Joanne Dru : Milly Elder
- James MacArthur : Johnny Butler / True Son
- Jessica Tandy : Myra Butler
- John McIntire : John Elder
- Joseph Calleia : Chef Cuyloga
- Carol Lynley : Shenandoe
- Rafael Campos : Half Arrow
- Frank Ferguson : Harry Butler
- Norman Frederic : Niskitoon
- Marian Seldes : Kate Owens
- Stephen Bekassy : Colonel Henry Bouquet
- Sam Buffington : George Owens
- Iron Eyes Cody : un conseiller du chef Cuyloga
- Myrna Fahey : Hannah Moore

Source : Leonard Maltin, Dave Smith, John West et IMDb

## Sorties cinéma
Sauf mention contraire, les informations suivantes sont issues de l'Internet Movie Database.
- États-Unis : 8 juillet 1958
- Canada : 8 juillet 1958
- Suède : 16 février 1959
- France : 10 mars 1959
- Italie : 28 mars 1959
- Allemagne de l'Ouest : 12 mai 1959
- Japon : 17 juin 1960

## Distinctions et récompenses
- Carol Lynley a été nommé en 1959 pour le Golden Globe de la révélation féminine de l'année

## Origine et production
Le film a été réalisé par Herschel Daugherty réalisateur plus spécialisé dans les films et les séries pour la télévision que le cinéma dont Alfred Hitchcock présente et La Grande Caravane. Alors que le studio Disney a souvent utilisé des acteurs de son écurie, il fait ici appel à deux jeunes acteurs James MacArthur et Carol Lynley débutants au cinéma. Carol Lynley avait participé à quelques productions de Broadway et quelques épisodes de séries télévisées (dont Alfred Hitchcock présente) avant de faire la couverture du magazine Life. Le numéro du 22 avril 1957  de Life consacre cinq pages à la comédienne alors âgée de 15 ans. C'est après avoir vu la couverture du magazine que Walt décide de contacter et d'engager l'actrice qui arrive à Hollywood 3 semaines plus tard. James MacArthur tient lui son second rôle dans un film après plusieurs apparitions à la télévision. Les deux acteurs ont signé avec le studio Disney, mais alors que MacArthur a tourné dans quelques films du studio, Lynley n'a participé qu'à Lueur dans la forêt. C'est aussi la dernière prestation de Fess Parker à un film Disney, l'acteur qui a obtenu ici une scène d'amour avec Joanne Dru avait signifié sa lassitude de toujours interpréter le rôle du gentil trappeur depuis Davy Crockett.
La majorité des scènes en extérieur a été réalisée à quelques kilomètres de Chattanooga dans le Tennessee,, mais le camp des indiens a été reproduit dans le ranch de Rowland V. Lee en Californie sur les conseils d'Iron Eyes Cody,. 200 figurants venus des environs de Chattanooga ont été embauchés par l'équipe de tournage ainsi que des vaches, des chevaux et des chèvres. Les musiciens, tambours et cornemuses sont issus des fanfares locales. Les trois biches du film sont venues de l'Arkansas et un groupe de perdrix a été importé de Pennsylvanie. Le tournage des scènes en extérieur suivait le programme suivant : acteurs et figurants se rassemblaient à 7 h dans l'école transformaient en garde-robe et salon de maquillage puis ils étaient amené en bus à Massengale Point sur la rivière Tennessee où des barges avaient amenés les caméras, lumières et accessoires utilisés ce jour-là. Les prises de vues commençaient vers 9 h. Les scènes du village indien ont elles été tournées en Californie avec un important travail préparatoire et des recherches graphiques de Sam McKim.
Walt Disney est venu assisté au tournage mais en raison d'un récent procès entre le studio Disney et le distributeur du jus d'orange Donald Duck ouvert à Chattanooga, il voulait le faire en secret. À sa descente de l'avion des reporters et des photographes l'attendait et cela le mit en colère. Les trois jours de sa visite se résume à une partie de cache-cache dans les hôtels que Walt Disney a selon sa fille Shannon apprécié.

## Sortie et accueil
Le film a été diffusé en première mondiale le 9 juillet 1958 au Senate Theater d'Harrisburg en Pennsylvanie en présence du gouverneur George Leader, de Wendell Corey et sa femme et des Mouseketeers Jimmie Dodd, Annette Funicello, Tommy Cole et Doreen Tracey. La sortie nationale américaine a eu lieu le 10 juillet 1958.
Maltin indique que le film a reçu des critiques mitigées principalement marquées dès lors par une franche opposition pro-/anti- Disney. Le New York Herald Tribune parle du film comme une « énième jolie petite histoire impeccable de pionniers [américains] par Walt Disney » tandis que le New York Times évoque une « nouvelle épopée tendre et bien enracinée sur les pionniers dans laquelle chaque personnage, action et motivation sont peints dans un monotone hurlant. »
Par la suite il a été diffusé à la télévision dans l'émission Walt Disney's Wonderful World of Color diffusée sur NBC en deux épisodes. Le premier épisode a été diffusé le 12 novembre 1961 sous le nom Return of True Son' et le second épisode intitulé True Son's Revenge la semaine suivante. Le film a été édité en vidéo en 1986.

## Analyse
Selon Leonard Maltin, Lueur dans la forêt est prenant et assez intelligent avec une morale forte pour les jeunes spectateurs en montrant qu'il y a des bons et des méchants dans chaque camp et qu'il faut d'abord faire la paix avec soi-même avant de la demander aux autres. La seule mauvaise note réside dans la scène finale où Wilse Owens demande un combat avec « l'indien, » revenant ainsi sur ses propos. Malgré de bons résultats en salle à l'été 1958, le film n'a pas renouvelé le succès de Fidèle Vagabond.
Steven Watts considère le film comme un exemple de l'idéologie progressive du studio Disney dans les années 1950 qui assume l'assimilationnisme et une opinion en faveur du melting pot à l'opposé d'autres studios présentant les indiens, hispaniques et afro-américains luttant pour s'intégrer à la culture américaine. Pour Watts le film présente un certain nombre d'orphelins sympathiques vivant à la frontière entre colonies américaines et territoires indiens qui hésitent entre leurs racines de colons et les indiens qui les ont élevés. Le héros devient à la fin un médiateur entre les deux sociétés. Les populations indiennes sont présentées par le studio de manière positive, ce qui est assez rare dans les westerns de l'époque. Il fait aussi partie des films contemporains du studio qui s'éloignent du stéréotype acidulé de Disney [de l'animation], se focalisent sur la nature fragile du bien-être intérieur et présentent des familles incomplètes, dures, parfois violentes et cherchant à survivre.